# Ishockey vid olympiska vinterspelen 2010

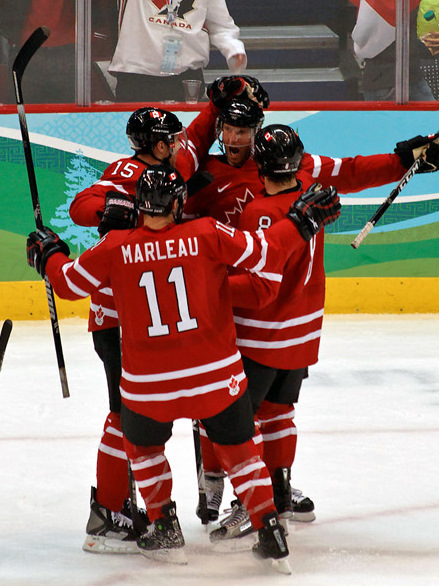
Kanadas herrar firar ett mål i segermatchen mot Tyskland.

Ishockey vid olympiska vinterspelen 2010 spelades i Vancouver i provinsen British Columbia i Kanada. Två turneringar spelades: en herrturnering och en damturnering.
Årets ishockey vid vinter-OS fick ett mönster. Medaljfördelningen för herrarnas turnering och damernas blev exakt lika: brons för Finland, silver för USA, och guld för Kanada i båda turneringarna.

## Regerande olympiska mästare
| Gren     | Kön    | Namn    | NOC     |
| -------- | ------ | ------- | ------- |
| Ishockey | Herrar | Sverige | Sverige |
| Ishockey | Damer  | Kanada  | Kanada  |

## Medaljfördelning
| Gren                        | Guld | Silver | Brons |
| Damernas ishockeyturnering  | Kanada Meghan Agosta Gillian Apps Tessa Bonhomme Jennifer Botterill Jayna Hefford Haley Irwin Rebecca Johnston Becky Kellar Gina Kingsbury Charline Labonté Carla MacLeod Meaghan Mikkelson Caroline Ouellette Cherie Piper Marie-Philip Poulin Kim St-Pierre Colleen Sostorics Shannon Szabados Sarah Vaillancourt Catherine Ward Hayley Wickenheiser | USA Kacey Bellamy Caitlin Cahow Lisa Chesson Julie Chu Natalie Darwitz Meghan Duggan Molly Engstrom Hilary Knight Jocelyne Lamoureux Monique Lamoureux Erika Lawler Gisele Marvin Brianne McLaughlin Jenny Schmidgall-Potter Angela Ruggiero Molly Schaus Kelli Stack Karen Thatcher Jessie Vetter Kerry Weiland Jinelle Zaugg-Siergiej | Finland Anne Helin Jenni Hiirikoski Venla Hovi Michelle Karvinen Mira Kuisma Emma Laaksonen Rosa Lindstedt Terhi Mertanen Heidi Pelttari Mariia Posa Annina Rajahuhta Karoliina Rantamäki Noora Räty Mari Saarinen Saija Sirviö Nina Tikkinen Minnamari Tuominen Saara Tuominen Linda Välimäki Anna Vanhatalo Marjo Voutilainen             |
| Herrarnas ishockeyturnering | Kanada Patrice Bergeron Dan Boyle Martin Brodeur Sidney Crosby Drew Doughty Marc-André Fleury Ryan Getzlaf Dany Heatley Jarome Iginla Duncan Keith Roberto Luongo Patrick Marleau Brenden Morrow Rick Nash Scott Niedermayer Corey Perry Chris Pronger Mike Richards Brent Seabrook Eric Staal Joe Thornton Jonathan Toews Shea Weber                  | USA David Backes Dustin Brown Ryan Callahan Chris Drury Tim Gleason Erik Johnson Jack Johnson Patrick Kane Ryan Kesler Phil Kessel Jamie Langenbrunner Ryan Malone Ryan Miller Brooks Orpik Zach Parise Joe Pavelski Jonathan Quick Brian Rafalski Bobby Ryan Paul Stastny Ryan Suter Tim Thomas Ryan Whitney                           | Finland Niklas Bäckström Valtteri Filppula Niklas Hagman Jarkko Immonen Olli Jokinen Niko Kapanen Miikka Kiprusoff Mikko Koivu Saku Koivu Lasse Kukkonen Jere Lehtinen Sami Lepistö Toni Lydman Antti Miettinen Antero Niittymäki Janne Niskala Ville Peltonen Joni Pitkänen Jarkko Ruutu Tuomo Ruutu Sami Salo Teemu Selänne Kimmo Timonen |

## Rinkar
Den olympiska ishockeyturneringen i Vancouver spelades på de mindre rinkarna som används i NHL. 
Traditionellt har de europeiska, större, rinkarna använts även när internationella turneringar spelas i USA eller Kanada[källa behövs] (dock inte i VM 2008. Arrangörerna säger sig inte ha råd att bygga om befintliga rinkar. NHL-rinkarna är 61 meter x 25,9 meter jämfört med de europeiska på 60 meter x 30 meter.

## Deltagande nationer

### Herrar

#### Grupp A
- Kanada
- USA
- Schweiz
- Norge

#### Grupp B
- Ryssland
- Tjeckien
- Slovakien
- Lettland

#### Grupp C
- Sverige
- Finland
- Vitryssland
- Tyskland

#### Medaljfördelning
| Gren                        | Guld   | Silver | Brons   |
| Herrarnas ishockeyturnering | Kanada | USA    | Finland |

### Damer

#### Grupp A
- Kanada
- Sverige
- Schweiz
- Slovakien

#### Grupp B
- USA
- Finland
- Ryssland
- Kina

#### Medaljfördelning
| Gren                       | Guld   | Silver | Brons   |
| Damernas ishockeyturnering | Kanada | USA    | Finland |

## Spelformat

### Herrar
Herrturneringen omfattade 30 matcher, och startade den 16 februari 2010. Bronsmatchen spelades den 27 februari 2010 och finalmatchen den 28 februari 2010.
De tolv lagen delades in i tre grupper med fyra lag i varje grupp. Gruppsegrarna och bästa grupptvåan blev direktkvalificerade till kvartsfinalerna. De övriga åtta lagen fick spela playoff om de övriga fyra kvartsfinalplatserna.
De flesta matcherna spelades i Canada Hockey Place. En kvartsfinal och en match i playoff spelades dock i UBC Winter Sports Centre. De nio bäst rankade lagen efter världsmästerskapet 2008 i Kanada blev direktkvalificerade för den olympiska turneringen. En första kvalturnering till den olympiska turneringen för lag rankade på plats 19–30 spelades i november 2008. De tre bästa lagen från denna kvalturnering fick gå vidare och spela ett kval i februari 2009, där de mötte lagen rankade på plats 10–18. De tre bästa lagen från denna turnering tog de tre sista platserna i olympiska vinterspelen.
Gruppindelningen för den olympiska turneringen, baserad på IIHF:s världsrankinglista.
- Grupp A: Kanada, USA, Schweiz, Norge.
- Grupp B: Ryssland, Tjeckien, Slovakien, Lettland.
- Grupp C: Sverige, Finland, Vitryssland, Tyskland.

Den olympiska turneringen spelades med två huvuddomare och två linjedomare, ett system som infördes i världsmästerskap från 2008.

### Damer
En liten förändring skedde på damsidan. De sex bästa lagen från världsmästerskapet 2008 i Folkrepubliken Kina gick vidare direkt till den olympiska turneringen, istället för de fyra bästa som vid 2006 olympiska turnering. Såväl final som bronsmatch spelades den 25 februari 2010.